# Krivodol (obchtina)
Krivodol (bulgare : Криводол) est une obchtina de l'oblast de Vratsa en Bulgarie.